# 圣方济各保拉堂 (威尼斯)
圣方济各保拉堂是一座罗马天主教教堂，位于意大利威尼斯城堡區的加里波第街（Via Garibaldi）。 

## 历史
1291年，城堡区的主教巴尔多禄茂·奎里努斯在城堡河（Rio de Castello）的左岸建立了一座安老院，并在安老院的侧翼建起一所供奉圣巴尔多禄茂的祈祷所。在14世纪后半期，又建起供奉同一位圣人的教堂。1588年，圣方济各保拉的最小兄弟会（Order of Minims）入驻该堂，翻新后，在1618年重新祝圣，并改为供奉圣方济各保拉（San Francesco di Paola）。1806年，相邻的修道院被取缔，1885年被夷为平地。现在其原址是一所小学。

## 艺术与建筑
该堂的立面为古典主义风格，有两根立柱和三角形山花。大钟在上午9点30分敲响。  
堂内有许多描绘圣人神迹的绘画：“圣人使儿童复活”（1748年，弗朗切斯科·索利梅纳）；“驱魔”（1748年，詹多梅尼科·提埃波罗）；“圣母、圣若望和捐赠者”（帕尔马·乔凡尼）；“圣方济各使他被树撞倒的门徒多默复活”（1746年，Vincenzo Canal）。堂内还有Alvise dal Treviso、马可·赞基和Bartolommeo Litterini的作品。天花板壁画是乔瓦尼·康达里尼的作品，描绘圣经主题和圣方济各保拉的生平事迹。祭衣间拱顶壁画由米歇尔·斯齐亚沃尼完成。 祭台有两尊雕像，一尊是Alvise Catajapiera的“圣巴尔多禄茂宗徒”，另一尊是Giorgio Morlaiter的“圣马尔谷”。